# Kommanditgesellschaft (Österreich)
Eine Kommanditgesellschaft (KG) nach österreichischem Recht ist eine Personengesellschaft, in der sich zwei oder mehr natürliche Personen oder juristische Personen zu einem beliebigen erlaubten Zweck (einschließlich freiberuflicher sowie land- und forstwirtschaftlicher Tätigkeit) unter einer gemeinsamen Firma zusammengeschlossen haben, wobei mindestens ein Gesellschafter ein Kommanditist und ein weiterer Komplementär ist. Sie ist in §§ 161 ff. UGB geregelt.

## Zweck
Anders als nach deutschem und schweizerischem Recht sowie nach den bis 31. Dezember 2006 in Österreich in Kraft stehenden Bestimmungen ist die Kommanditgesellschaft nach geltendem österreichischem Recht nicht mehr auf den Betrieb eines Handelsgewerbes beschränkt, sondern steht zu jedem erlaubten Zweck einschließlich freiberuflicher sowie land- und forstwirtschaftlicher Tätigkeit zur Verfügung. Insofern ist auch die bis 2006 bestehende Gesellschaftsform der Kommandit-Erwerbsgesellschaft in der Kommanditgesellschaft aufgegangen.

## Gründung
Für den Abschluss eines Gesellschaftsvertrages ist keine bestimmte Form gesetzlich vorgesehen. Die Errichtung eines schriftlichen Vertrages ist dringend anzuraten. Die Gesellschaft entsteht erst durch die Eintragung in das Firmenbuch.

### Anmeldung zum Firmenbuch
Die Unterschriften sind notariell oder gerichtlich zu beglaubigen. Bei der Eintragung einer KG, die aus einem Komplementär und einem Kommanditisten besteht, fallen 34 Euro Eingabegebühr und 83 Euro Eintragungsgebühr an. Im Falle der Anwendbarkeit des Neugründungsförderungsgesetzes entfallen diese Gebühren.

## Haftung
Die Komplementäre haften
- unbeschränkt, also mit ihrem gesamten Betriebs- und Privatvermögen;
- solidarisch, das heißt, nicht anteilsmäßig, sondern jeder für das Ganze;
- direkt, das heißt, der Gläubiger kann sich sofort an einen der Gesellschafter wenden, ohne vorher die Gesellschaft klagen zu müssen.

Die Kommanditisten haften
- nur bis zu einem bestimmten Betrag, nämlich der Kommandit- oder Hafteinlage, die in das Firmenbuch eingetragen wird. Die Höhe der Einlage ist im Gesellschaftsvertrag festzulegen.

## Geschäftsführung und Vertretung
Geschäftsführungs- und vertretungsbefugt sind grundsätzlich nur die Komplementäre, und zwar jeder für sich allein. Abweichende gesellschaftsvertragliche Regelungen sind aber möglich. Dies muss jedoch im Firmenbuch eingetragen werden. Dem Kommanditisten steht bei gewöhnlichen Geschäften kein Mitsprache- bzw. Widerspruchsrecht zu. Ungewöhnliche Geschäfte bedürfen der Zustimmung aller Gesellschafter.

## Gewerbeberechtigung
Zur Ausübung einer gewerblichen Tätigkeit ist eine Gewerbeberechtigung erforderlich, welche auf die Gesellschaft lauten muss. Dafür ist die Bestellung eines gewerberechtlichen Geschäftsführers notwendig. Der gewerberechtliche Geschäftsführer muss entweder
- ein persönlich haftender Gesellschafter, der nach dem Gesellschaftsvertrag zur Geschäftsführung und Vertretung der Gesellschaft berechtigt ist, oder
- ein voll versicherungspflichtiger Arbeitnehmer, der mindestens zur Hälfte der wöchentlichen Normalarbeitszeit im Betrieb beschäftigt ist,

sein.

## Gewinnverteilung und Entnahmerecht
Die Gewinnverteilung und das Entnahmerecht der Gesellschafter sind im Gesellschaftsvertrag zu regeln und hängt
- vom Ausmaß der Haftung,
- von der Höhe des aufgebrachten Kapitals und
- vom Ausmaß der persönlichen Mitarbeit ab.

Kommanditisten (Teilhafter) erhalten solange keinen Gewinn ausbezahlt, bis die Höhe ihrer im Firmenbuch eingetragene Haftsumme erreicht ist.

## Firma
Die Kommanditgesellschaft kann zwischen einer Namens-, Sachfirma oder einer Phantasiebezeichnung als Firma wählen. Die Firma einer Kommanditgesellschaft hat aber zwingend einen Rechtsformzusatz, wie z. B. „Kommanditgesellschaft“ oder einfach „KG“ zu führen. Sollte eine Namensfirma gewählt werden, kann nur der Name eines unbeschränkt haftenden Gesellschafters (Komplementär) in den Firmenwortlaut aufgenommen werden. Grundsätzlich muss die Firma zur Kennzeichnung des Unternehmens geeignet sein und Unterscheidungskraft besitzen. Sie darf nicht zur Irreführung geeignet sein. Ist Gegenstand der Gesellschaft die Ausübung eines freien Berufs, muss das aus der Firma hervorgehen, wenn die berufsrechtlichen Bestimmungen nichts anderes vorsehen; statt „Kommanditgesellschaft“ ist auch die Bezeichnung „Kommandit-Partnerschaft“ zulässig.

## Gründe für die Beendigung der Gesellschaft
- Zeitablauf
- Beschluss der Gesellschafter: einstimmig, sofern der Gesellschaftsvertrag keinen Mehrheitsbeschluss vorsieht.
- Konkurs der Gesellschaft
- Tod eines Komplementärs: Der Tod eines persönlich haftenden Gesellschafters führt immer zu Auflösung der KG, sofern der Gesellschaftsvertrag bzw. ein Gesellschafterbeschluss nicht die Fortsetzung der Gesellschaft mit den noch verbleibenden Gesellschaftern bestimmt. Sofern der Gesellschaftsvertrag keine abweichende Regelung enthält, führt der Tod eines Kommanditisten nicht zur Auflösung der KG. Mangels einer abweichenden Regelung im Gesellschaftsvertrag wird diesfalls die KG mit den Erben des verstorbenen Kommanditisten fortgesetzt.
- Kündigung durch einen Gesellschafter: Für die Kündigung ist keine besondere Form vorgeschrieben. Sie muss für das Ende des Geschäftsjahres unter Einhaltung einer 6-monatigen Kündigungsfrist gegenüber allen anderen Gesellschaftern erklärt werden. Diese Frist kann durch den Gesellschaftsvertrag verkürzt werden. Die Angabe eines wichtigen Grundes ist nicht erforderlich. Im Gesellschaftsvertrag bzw. durch Gesellschafterbeschluss kann vereinbart werden, dass die Kündigung nicht die Auflösung der Gesellschaft, sondern nur das Ausscheiden des kündigenden Gesellschafters zur Folge haben soll und die Gesellschaft unter den übrigen fortgesetzt werden soll.
- Auflösung der Gesellschaft aus wichtigem Grund: Durch gerichtliche Klage eines Gesellschafters, wenn die Fortsetzung der Gesellschaft nicht mehr zumutbar ist.

## Sozialversicherung
Für alle Komplementäre einer KG besteht Pflichtversicherung nach dem Gewerblichen Sozialversicherungsgesetz (GSVG), wenn die Gesellschaft über eine Gewerbeberechtigung verfügt. Kommanditisten können – nur bei geringer Beteiligung – als Dienstnehmer der KG nach dem Allgemeinen Sozialversicherungsgesetz (ASVG) versichert sein. Bei entsprechend beherrschendem Einfluss auf die KG und Betätigung in der KG müssen sie nach dem GSVG versichert sein.

## Steuern
Die KG stellt ertragssteuerlich kein selbständiges Steuersubjekt dar. Der Gewinn oder Verlust wird auf Ebene der Gesellschaft in einem Feststellungsverfahren ermittelt und durch das Betriebsfinanzamt ein Feststellungsbescheid erlassen. Teil des Feststellungsbescheids ist ebenso die Zuteilung des anteiligen Gewinnes bzw. Verlustes an die Gesellschafter.
Die Besteuerung erfolgt anschließend in einem zweiten Schritt direkt bei den einzelnen Gesellschaftern, zusammen mit eventuellen weiteren Einkünften, indem die im Feststellungsverfahren ermittelten Gewinne/Verluste in die individuellen Einkommen- oder Körperschaftsteuerbescheide der Gesellschafter übernommen werden.
Umsatzsteuerlich stellt die KG i. d. R. einen eigenständigen Unternehmer dar, wodurch die Gesellschaft direktes Steuersubjekt wird.